# Kapuzinerkloster Haslach

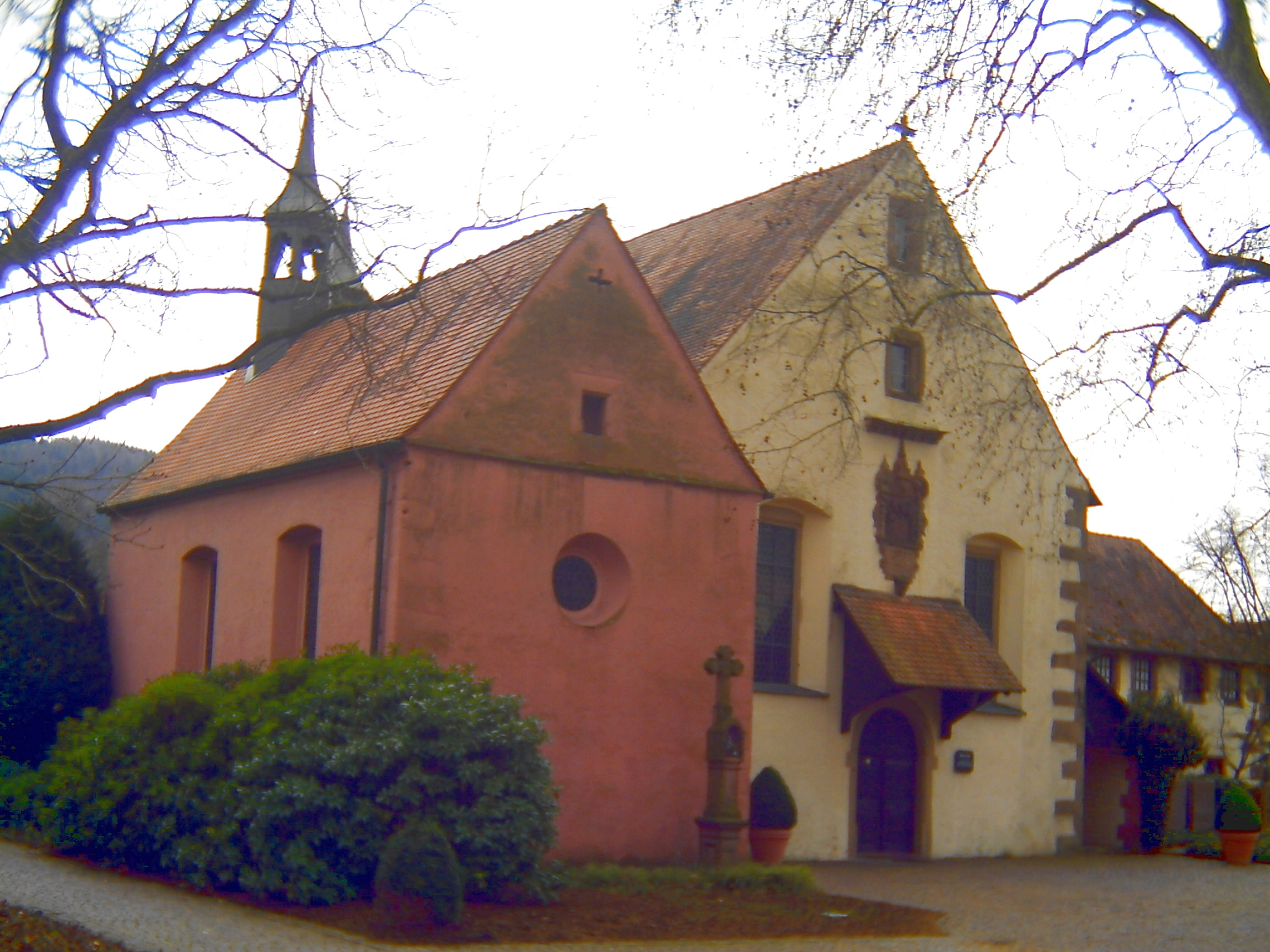
Klosterkirche und Lorettokapelle

Das Kapuzinerkloster Haslach liegt inmitten der Stadt Haslach im Kinzigtal. Es ist eine vollkommen erhaltene Klosteranlage des Kapuzinerordens aus dem Barock im süddeutschen Raum.

## Geschichte
Graf Christoph II. von Fürstenberg beschloss 1612 ein Kapuzinerkloster in Haslach zu bauen und wies den Obervogt Simon Fink an, Rücklagen zu bilden. Der frühe Tod des Grafen 1614 verhinderte die Ausführung. Der großjährige frömmelnde Sohn Friedrich Rudolf griff das Projekt 1629 wieder auf. Der Ordensgeneral stimmte dem Vorhaben auf dem Provinzkapitel der Schweizer Kapuzinerprovinz in Konstanz vom 12.–16. April 1630 zu und entsandte einige Patres nach Haslach. Am 11. November 1630 legte der Abt Petri der Benediktinerabtei Gengenbach den Grundstein und errichtete das Kreuz. Der Baubeginn folgte unmittelbar. Der Klosterbau wurde durch die Baumeister Georg Hofacker von Wolfach und Michael Steiner von Haslach erstellt. Die Baukosten in Höhe von 7377 Gulden wurden vom Grafen übernommen, der seinen im Glauben lauen und kalten Untertanen aufhelfen wollte. Bereits 1632 zogen acht Patres ein. Während der Wirren des Schwedisch-französischen Krieges, der von 1632 bis 1643 das Kinzigtal erfasste, blieben die Kapuziner vor Ort und vermittelten zwischen den Parteien und der Bevölkerung.
Ab 1649 führten die Kapuziner im Auftrag der vorderösterreichischen Regierung die Einwohner der Grafschaft Hohengeroldseck zum katholischen Glauben zurück. Graf Friedrich Rudolf von Fürstenberg verstarb 1655 und wurde wie sein Sohn Maximilian Franz (1634–1681) sowie der Enkel Prosper Ferdinand (1662–1704) in der Klosterkirche beigesetzt. Graf Maximilian Franz ließ aufgrund eines in Rom krankheitsbedingten Gelübdes 1657 die zu dem Kloster gehörende Lorettokapelle bauen. Als Vorbild diente wie üblich das Wallfahrtsheiligtum Loreto in Italien. Am 4. September 1661 erfolgte fast 30 Jahre verspätet die Konsekration der Klosterkirche unter dem Patronat des Heiligen Christophorus durch Gabriel Haug, Weihbischof von Straßburg und Titularbischof von Tripolis. Die Konsekration der Loretokapelle ebenfalls durch Haug folgte am 5. September. Nach der Abspaltung von der Schweizer Kapuzinerprovinz 1668 wurde das Kloster in die neugebildete vorderösterreichische Kapuzinerprovinz inkorporiert. Am 18. September 1676 rettete sich die Bevölkerung vor 5000 marodierenden österreichischen Husaren in die Laienkirche.
1703 erfolgte eine umfangreiche Renovierung der Klosteranlage. 1755 bis 1757 errichtete Bruder Adam von Gündelwangen einen neuen Hochaltar. Am 9. Februar 1781 verfügte der Landesfürst Joseph Wenzel von Fürstenberg den Aussterbeetat und leitete damit die sich über Jahrzehnte hinziehende Säkularisation ein. Am 4. April 1781 wurde das Kapuzinerkloster Haslach in die neugegründete Schwäbische Kapuzinerprovinz eingegliedert. Aufgrund der von der Fürstenbergischen Regierung übernommenen Josephinischen Bestattungsverordnung wurde die Gruft unter der Kirche 1782 aufgegeben und ein Klosterfriedhof angelegt. 1794 wurde das Kloster vorübergehend geräumt und als Militärhospital für typhuskranke württembergische Soldaten, von denen über 100 starben, genutzt. 1795 verwüsteten französische Revolutionsgardisten das Kloster. 1801 brannte die Laienkirche ab und wurde mit öffentlichen Mitteln wieder aufgebaut.
Am 13. Oktober 1802 wurde das Kloster von der Fürstenbergischen Regierung als Landesbesitz eingefordert. Sechs Mönchen wurde ein Bleiberecht eingeräumt. 1806 wurde das Kloster erneut geräumt und als Militärlager genutzt. 1806 ging das Kloster nach der Mediation des Fürstentums infolge der Rheinbundakte auf das Land Baden über, das die Mönche weiterhin auf den Aussterbeetat setzte. 1823 wurde das Kloster in seiner Rechtsform endgültig aufgehoben. Die Mönche genossen weiter das Bleiberecht, das der Mönch Leopold Marxner durch seine Langlebigkeit bis 1844 ausnutzte. Er starb 1844 ausquartiert und in Haslach untergekommen als das letzte Mitglied der vorderösterreichischen Kapuzinerprovinz am 10. Februar 1851.
1844 kaufte die Stadt die Gebäude vom Landesfürsten und baute Armenwohnungen ein. Im Refektorium wurde das Bürgergymnasium eingerichtet. Die Klosterbauten mussten nur geringe Veränderungen über sich ergehen lassen.
Im Konventstrakt ist heute das Schwarzwälder Trachtenmuseum und die Tourist Information untergebracht.

## Klosteranlage
Die Klosteranlage umfasst Klosterkirche, Kreuzgang und Klostergebäude mit Kapuzinerzelle. In der Nähe der Klosterkirche befindet sich die Lorettokapelle.
Auf Matthäus Gundelachs Marienkrönung, dem Altarblatt des Hochaltars der Klosterkirche, ließ sich der Initiator des Klosters, Graf Christoph II. von Fürstenberg, verewigen. Es ist die bedeutendste Hinterlassenschaft des Klosters. Die Altäre wurden 1756–1757 vom Klosterbruder Adam aus Gündelwangen geschaffen. Die Anlage wurde nach den Normen der strengen Bauverordnungen der Kapuziner errichtet. In der nachträglich mit Seitenfenstern ausgestatteten Lorettokapelle gibt es eine Schwarze Madonna als Kultbild.

## Veranstaltungen

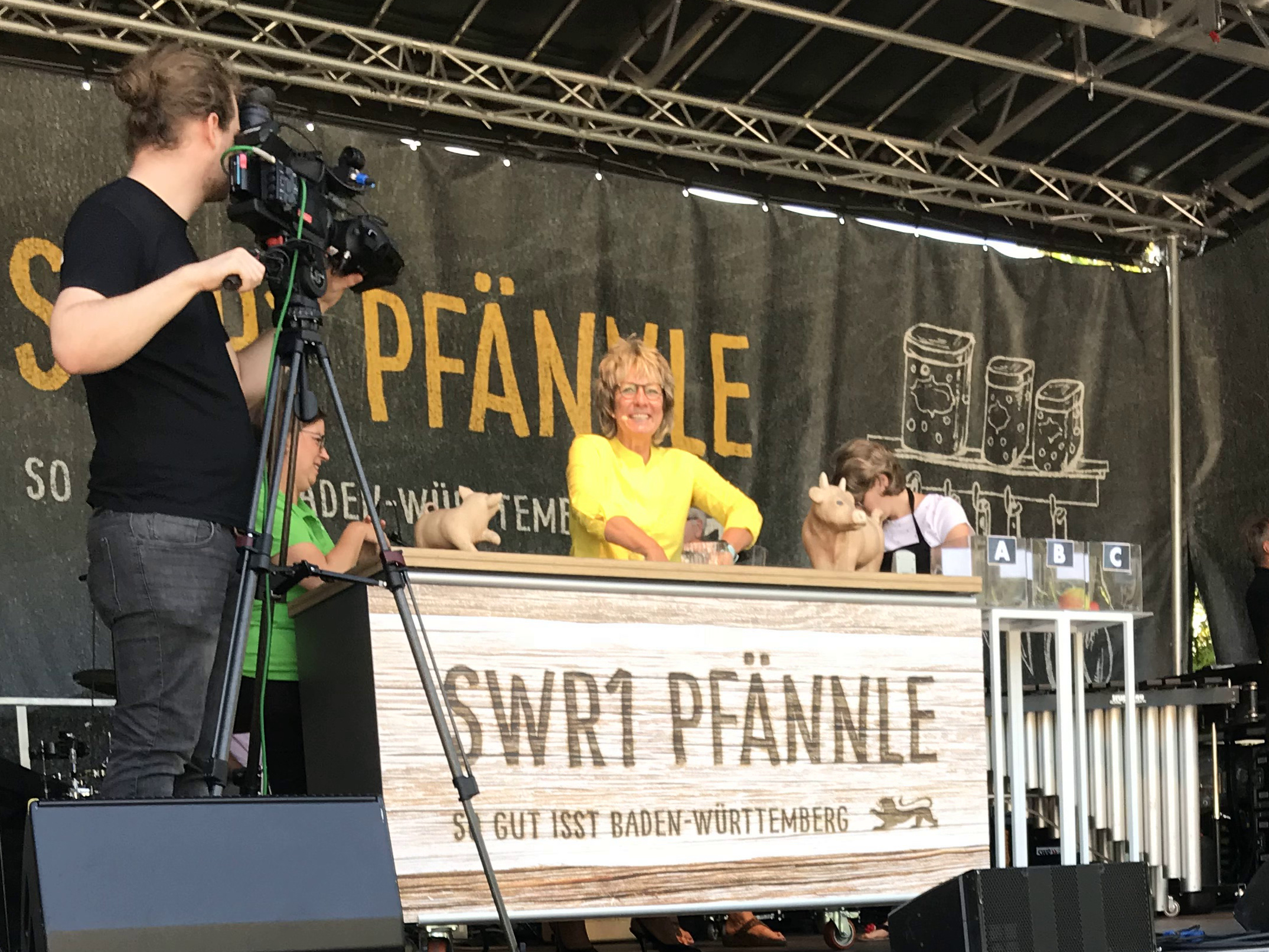
SWR1 Pfännle am 9. September 2018

Am 9. September 2018 fand das SWR1 Pfännle auf dem Gelände des alten Kapuzinerklosters statt. Es trat der Südwestrundfunk mit mehreren Attraktionen auf. Es fanden eine Schmeck den Süden-Gastromeile und ein Familien-Frühstück statt. Ein Bauern- und Erzeugermarkt sowie weitere Sehenswürdigkeiten waren auf dem Gelände.